# Severino Morlin
Severino Morlin (Nove, 4 dicembre 1934 – Bassano del Grappa, 9 marzo 2024) è stato uno scultore, pittore e ceramista italiano.

## Biografia
Severino Morlin nacque a Nove (VI) il 4 dicembre 1934, figlio secondogenito di Romano Morlin e Agnese Baron.
Crebbe e trascorse la sua giovinezza nell'ambiente dei ceramisti locali.
Si iscrisse alla Scuola d'Arte di Nove, dopodiché frequentò l'Accademia di belle arti di Venezia, dove fu allievo di artisti come Cesetti e Guido Cadorin.
Approfondì l'aspetto figurativo ed anatomico umano, dedicandosi anche alla pittura sperimentando tecniche (olio, acquarello, acrilico, carboncino) su diversi supporti quali la carta, la tela, il legno.
Fra i generi predilesse, specializzandosi, lo studio della figura umana ed in particolare il ritratto, che nel corso degli anni divenne il suo cavallo di battaglia con cui si fece apprezzare in Italia ed all'estero.
Approfondì tematiche sociali d'attualità come ad esempio il disagio giovanile, con una tecnica frizzante, capace di colpire per le tonalità accese e la struttura del segno graffiante ed incisiva.
La sua versatilità dovuta alle esperienze artistiche giovanili, legate al mondo della ceramica, gli permisero un controllo assoluto della forma.
Specialmente con la scultura, egli manifestò la gioia della manipolazione, la capacità dell'occhio e dell'intelligenza di creare forme espressive e comunicative attuali ed incisive, risultato di una ricerca fortemente intimistica.
La sua prima mostra Collettiva di giovani pittori alla Fondazione Bevilacqua La Masa avvenne nel 1954.
Severino Morlin ebbe come proprio studio il seicentesco maglio di via Segavecchia a Nove, un piccolo scrigno di storia, sapientemente recuperato ed attrezzato ad atelier.
Morì a Bassano del Grappa il 9 Marzo 2024 all'età di 89 anni. Come da sue volontà la funzione di commiato si svolse in forma strettamente privata.

## L'attività artistica

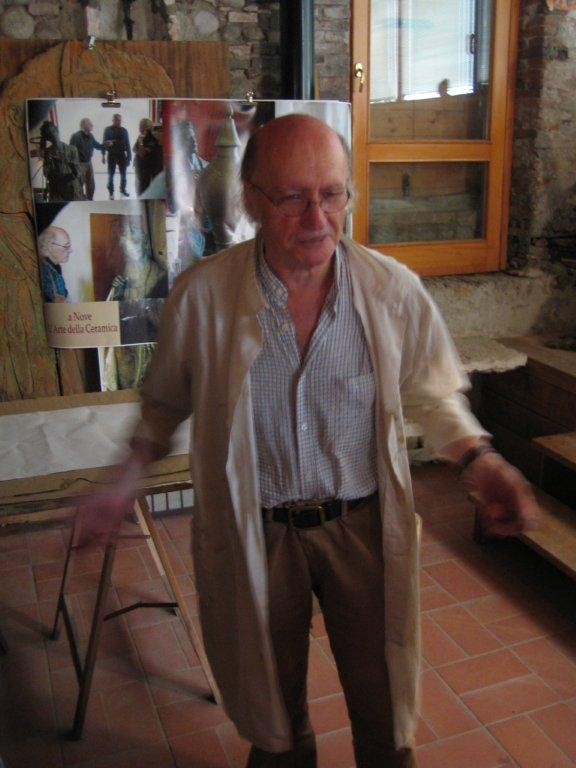
Morlin nel suo atelier

Dalla prima mostra del 1954, Severino Morlin espose in diverse mostre nazionali ed internazionali.
Nei primi anni sessanta espose a Zurigo, Ascona e Lugano, a Monaco di Baviera e Parigi.
Negli anni novanta espose presso le gallerie di Monaco di Baviera, all'E.U.R. di Roma, alla Westminster Gallery di Londra e partecipò alla Mostra Nazionale per “Il Giubileo di Roma”,  al Concorso Internazionale di New York.
Numerosi furono i premi ed i riconoscimenti assegnati all'artista che a metà degli anni duemila fu inserito a pieno titolo nel “Catalogo Artisti del 900”.

### Presenze nei Musei e Parchi
- Museo Civico di Bassano del Grappa (Italia),
- Museo di Monaco Gnocchi, San Michele di Bassano del Grappa, (VI).di Baviera (Germania),
- Museo Internazionale di Nanchino (Cina),
- Musei Vaticani di Roma, Museo di Zurigo (Svizzera),
- Chiesa di San Geremia Como, Chiesa dell'Annunziata di Torino,
- Circolo Culturale Italia-Cuba a Milano (Italia),
- Circolo Culturale Helen Muller a Monaco di Baviera (Germania),
- Circolo Deeiaropa Art Vado c. di Osaka (Giappone),
- Collezione Krines, a Lindau (Germania),
- Collezione Fuji Trading Kawasaki (Giappone),
- Collezione Eagan a Boston (U.S.A.),
- Collezione Of. Art. Fine Gift. A Toronto (Canada),
- Collezione Diach a Parigi (Francia),
- Parco del Sojo Arte e Natura a Covolo di Lusiana, Vicenza (Italia),
- Sentiero del Silenzio Porta della Memoria, Campomuletto di Gallio (VI) Italia.

### Monumenti
- Monumento bronzeo alla Medaglia d'Oro al valor Militare, Salvo d'Acquisto, Bassano del Grappa, (VI),
- Gruppo bronzeo in onore agli alpini intitolato “Il bacio”, Bassano del Grappa, (VI),
- Monumento bronzeo al ceramista (decoratore), Nove, (VI);
- Monumento bronzeo dedicato al cappellano degli alpini in Russia, Beato Don Carlo Gnocchi, San Michele di Bassano del Grappa, (VI).

### Pubblicazioni
- Severino Morlin. Pittore scultore ceramista. Scritti F. Butturini, G. Segato, A. Orsato, E. Pan, A. Maroso, C. Strati, Bassano del Grappa 1997.
- Il Monumento al V.B. Salvo d'Acquisto dello scultore Severino Morlin. Testi di A. Orsato, Bassano del Grappa, 1997
- Severino Morlin. Disegni. Testi di A. Orsato, M. Andolfatto, Nove 1998
- L'antico maglio fucina d'artista, in Severino Morlin. Disegni. Testi di K. Brugnolo A. Brotto Pastega,  Nove 1998
- I riti del Carnevale.Disegni e dipinti di Severino Morlin. A cura di M. ROSSI, Bassano del Grappa 2000.
- Giubileo della Speranza. Opere di Severino Morlin. Testi di mons. PIETRO NONIS, M. CUMAN, L. MENEGHELLI,  Bassano del Grappa 2001.
- Viaggio intorno alla ceramica. Ceramiche di Severino Morlin. Raccontate da C. Coniglio, G. BOJANI, Schio 2001.
- Severino Morlin. Guerrieri senza spada. Disegni, Dipinti, Sculture. Testi di G. GRECO, G. MANZATO, M. GUDERZO, Bassano del Grappa 2006.
- Severino Morlin. Sculture al Parco del Sojo. Testi di G. TRIVELLI, Lusiana (VI) 2007.
- QfpSM - Quattro fotografi per Severino Morlin. Testi di   M. ROSSI, P. COLTRO, Bassano del Grappa, 2011